# Суд
Суд је институција којој је поверено вршење судске функције, тј. решавање спорних случајева у области грађанског, кривичног, међународног права или у некој другој области где се могу јавити спорови. Најчешће се под судом подразумева државни орган, који се налази у саставу судства као једне од три гране власти, али суд може постојати и као међународни, суд неке недржавне организације (судови части професионалних организација нпр.) или привремени, специјални суд. У правним системима обичајног и грађанског права, судови су централно средство за решавање спорова, и генерално се подразумева да сви људи имају могућност да поднесу своје захтеве пред судом. Слично томе, права оптужених за злочин укључују право да изнесу одбрану пред судом.
Систем судова који тумаче и примењују закон заједнички је познат као судство. Место где суд заседа познато је као место одржавања. Просторија у којој се одвија судски поступак позната је као судница, а зграда као суд; судски објекти се крећу од једноставних и веома малих објеката у сеоским заједницама до великих комплексних објеката у градским срединама.
Практична овлашћења која се дају суду позната је као његова надлежност (од латинског iūrisdictiō, од iūris, „од закона“, + dīcō, „изјавити“, + -tiō, суфикс који формира именице), моћ суда да одлучује о одређеним врсте питања или петиција које су му постављене. Према Коментарима закона Енглеске Вилијама Блекстоуна, суд (за грађанске неправде) чине најмање три стране: āctor или тужилац, који се жали на учињену повреду; reus или оптужени, који је позван да за то учини сатисфакцију; и jūdex или судска власт, која треба да испита истинитост чињенице, утврди закон који произилази из те чињенице, и, ако се чини да је нанета било каква повреда, утврди и од стране њених службеника примени правни лек. Такође је уобичајено у вишим судовима да учествују баристери, адвокати или браниоци, као помоћници, иако се судови често састоје од додатних баристера, извршитеља, репортера, а можда и пороте.
Израз „суд” се такође користи да се односи на председавајућег или званичнике, обично једног или више судија. Судија или судско веће се на енглеском говорном подручју такође могу заједнички називати „клупа“ (енгл. the bench), за разлику од адвоката и баристера, који се заједнички називају „адвокати“ (енгл. the bar).

## Етимологија речи суд
Реч суд (посуда) је у сродству са санскритским глаголом сомдхех, саставити, скупити. Судом (посудом) се нешто скупља, саставља, чува. Иста логика је човека који скупља, саставља, чува чињенице неопходне за пресуду (појам судија), као и оног који на основу скупљених премиса доноси логички суд, назвала суд, судија. Значи и судија, и институт суд, било као државни или међународни орган, као и логички суд, су у сродству са санскритским глаголом сомдхех, саставити, скупити, јер и они нешто скупљају, састављају, чувају. Реч суд, у више-мање сличном облику, постоји у свим словенским језицима.

## Судови у унутрашњем правном поретку
Судови у оквиру државног система имају различито уређење од државе до државе, али се генерално прави разлика између првостепених и другостепених (апелационих) судова, тј. судова који примарно решавају ствар и судова који решавају по правном леку, тј. жалби. Најчешће постоји и трећи степен у виду врховног суда државе, који је обично касационог карактера и не улази у чињенично стање.
Могу постојати и издвојени војни судови са сопственом хијерархијском организацијом. Постоји тенденција специјализације судских органа (то као традиција постоји у Уједињеном Краљевству) према врсти спора, што има за циљ ефикаснији рад судова.
Према општеприхваћеним стандардима, судови морају бити независни од спољашњих утицаја и судити искључиво по уставу и закону.

## Међународни судови
Међународни судови могу се основати на различите начине и имају различите задатке. То могу бити судови установљени сагласношћу држава и са широком надлежношћу (нпр. Међународни суд правде), судови установљени за контролу спровођења одређених међународних докумената (нпр. Европски суд за људска права), специјализовани судови за одређену област (нпр. Међународни кривични суд) или пак ад хок судови за одређену сврху (нпр. Хашки трибунал). 
Надлежност, уређење и правила поступка пред овим судовима обично се одређују у оснивачким актима и разликују се од суда до суда. Често овде долази до конвергенције утицаја континенталног и англосаксонског права.

## Надлежност
Надлежност се дефинише као званично овлашћење за доношење правних одлука и пресуда у вези са особом или материјалном ствари унутар територије.
„Да ли је одређени суд надлежан да председава датим предметом“ је кључно питање у свакој правној акцији. Три основне компоненте надлежности су лична надлежност над појединцем или стварима (rēs), надлежност над одређеним предметом (предметна надлежност) и територијална надлежност. Надлежност над лицем се односи на пуну власт над лицем без обзира на то где оно живи, надлежност над одређеним предметом се односи на надлежност над наведеним предметом правних предмета који су укључени у предмет, и на крају, месна надлежност је власт над лицем унутар x количине простора.
Други концепти надлежности обухватају општу, искључиву, апелациону и (у савезним судовима Сједињених Држава) различитост надлежности.

## Првостепени и апелациони судови
Првостепени судови су судови који одржавају суђења. Првостепени судови имају различите изворне надлежности. Првостепени судови могу водити суђења са поротом као утврдиоцима чињеница (они су познати као суђења порота) или суђења у којима судије делују као утврђивачи чињеница и установљивачи права (у неким јурисдикцијама они су познати као судски поступци). Пороте су мање уобичајене у судским системима изван англо-америчке традиције обичајног права.

## Судови грађанског права и судови општег права
Две главне правне традиције западног света су судови грађанског права и судови општег права. Ове две велике правне традиције су сличне по томе што су производи западне културе, иако постоје значајне разлике између две традиције. Судови грађанског права су дубоко засновани на римском праву, посебно на грађанском закону под називом Corpus Juris Civilis. Ова теорија грађанског права је поново откривена крајем једанаестог века и постала је основа за универзитетско правно образовање отпочетог у Болоњи, у Италији, а потом се предавала на мноштву универзитета континенталне Европе.
Грађанско право је чврсто уграђено у француски и немачки правни систем. Судове општег права су основале енглеске краљевске судије Краљевског савета након инвазије Нормана на Британију 1066. године. Краљевске судије су створиле тело закона комбиновањем локалних обичаја о којима су били упознати кроз путовања и посете локалним јурисдикцијама. Овај заједнички стандард права постао је познат као „обичајно право”. Ова правна традиција се практикује у енглеском и америчком правном систему. У већини јурисдикција грађанског права, судови функционишу по инквизиторном систему. У систему обичајног права, већина судова следи адверсаријални систем. Процедурално право регулише правила по којима судови раде: парнични поступак за приватне спорове (на пример); и кривичног поступка због повреде кривичног закона. Последњих година стварају се међународни судови за решавање питања која нису обухваћена надлежношћу домаћих судова. На пример, Међународни кривични суд, са седиштем у Хагу, у Холандији, или Суд сталних Лок Адалат (јавне комуналне службе), са седиштем у Индији.

## Дворске телевизијске емисије
Телевизијске емисије о судским случајевима, који нису део правосудног система и углавном су приватне арбитраже, приказане су у жанру судске емисије; међутим, приказани судови су критиковани да погрешно представљају судове у стварном животу и праву природу правног система.